# Euluperus
Euluperus is een geslacht van kevers uit de familie bladkevers (Chrysomelidae).
De wetenschappelijke naam van het geslacht werd in 1886 gepubliceerd door Julius Weise.

## Soorten
- Euluperus africanus (Laboissiere, 1920)
- Euluperus cyaneus (Joannis, 1866)
- Euluperus cyaneus Joannis, 1865
- Euluperus hermonensis Lopatin, 1997
- Euluperus major Weise, 1886
- Euluperus major Weise, 1886
- Euluperus xanthopus (Duftschmid, 1825)
- Euluperus xanthopus Duftschmid, 1825